# Quo
Albums de Status Quo
Hello!
(1973) On the Level
(1975)
Singles
1. Break the Rules
Sortie : 26 avril 1974

Quo est le septième album studio du groupe de rock  anglais Status Quo. Il est sorti le 1er mai 1974 sur le label Vertigo et a été produit par le groupe.

## Historique
Il a été enregistré comme ses prédécesseurs à Londres aux Studios IBC. On peut remarquer que la plupart des compositions sont signées par Rick Parfitt et Alan Lancaster et que le son s'est durci. L'édition vinyle comprend un poster du groupe dans son attitude scénique traditionnelle, guitares en avant, sur un côté et les paroles sur l'autre.
Malgré le choix du groupe qui misait sur Backwater comme single pour promouvoir cet album la maison de disque choisira Break The Rules (qui se classa à la 8e place dans les charts anglais), avec un titre inédit figurant en face B, Lonely Night qui sera ajouté comme titre bonus sur la version compact disc. Le groupe australien The Angels plus connu en Europe sous le nom d'Angel City sortit en single la chanson "Am I Ever Gonna See You Face Again" qui a de grandes similitudes avec Lonely Night. Après avoir reconnu le plagiat, le groupe australien accepta à l'amiable de verser des droits d'auteur au groupe anglais. 
Quo atteindra la 2e place dans les charts britanniques et sera certifié disque d'or au Royaume-Uni et en France.

## Liste des titres
Face 1
| No | Titre           | Auteur                                                        | Chant     | Durée |
| -- | --------------- | ------------------------------------------------------------- | --------- | ----- |
| 1. | Backwater       | Alan Lancaster, Rick Parfitt                                  | Lancaster | 4:21  |
| 2. | Just Take Me    | Lancaster, Parfitt                                            | Lancaster | 3:39  |
| 3. | Break the Rules | Francis Rossi, Robert Young, Parfitt, Lancaster, John Coghlan | Rossi     | 3:40  |
| 4. | Drifting Away   | Lancaster, Parfitt                                            | Lancaster | 5:05  |

Face 2
| No | Titre                  | Auteur             | Chant     | Durée |
| -- | ---------------------- | ------------------ | --------- | ----- |
| 5. | Don't Think It Matters | Lancaster, Parfitt | Lancaster |       |
| 6. | Fine Fine Fine         | Rossi, Young       | Rossi     | 2:30  |
| 7. | Lonely Man             | Lancaster, Parfitt | Parfitt   | 5:00  |
| 8. | Slow Train             | Rossi Young        | Rossi     | 7:55  |

Titre bonus de la réédition 2005
| No | Titre                                           | Auteur                                    | Chant | Durée |
| -- | ----------------------------------------------- | ----------------------------------------- | ----- | ----- |
| 9. | Lonely Night (Face-B du single Break the Rules) | Rossi, Parfitt, Lancaster, Coghlan, Young | Rossi | 3:26  |

### Disque bonus Edition Deluxe 2015
| No | Titre                                           | Auteur                                    | Durée |
| -- | ----------------------------------------------- | ----------------------------------------- | ----- |
| 1. | Lonely Night (Face-B du single Break the Rules) | Rossi, Parfitt, Lancaster, Coghlan, Young | 3:26  |

Live à L'Olympia, Paris, 11 janvier 1975
| No  | Titre                  | Auteur                                                    | Durée |
| --- | ---------------------- | --------------------------------------------------------- | ----- |
| 2.  | Junior's Wailing       | Kieran White, Martin Pugh                                 | 5:41  |
| 3.  | Backwater              | Lancaster, Parfitt                                        | 4:25  |
| 4.  | Just Take Me           | Lancaster, Parfitt                                        | 4:33  |
| 5.  | Claudie                | Rossi, Young                                              | 4:53  |
| 6.  | Railroad               | Rossi, Young                                              | 5:44  |
| 7.  | Roll Over and Lay Down | Rossi, Parfitt, Lancaster, Coghlan, Young                 | 5:36  |
| 8.  | Big Fat Mama           | Rossi, Parfitt                                            | 5:45  |
| 9.  | Don't Waste My Time    | Rossi, Young                                              | 4:04  |
| 10. | Roadhouse Blues        | Jim Morrison, Ray Manzarek, Robbie Krieger, John Densmore | 16:53 |
| 11. | Caroline               | Rossi, Young                                              | 8:00  |
| 12. | Bye Bye Johnny         | Chuck Berry                                               | 7:02  |

## Membres du groupe
- Francis Rossi : chant, guitare solo et rythmique.
- Rick Parfitt : chant, guitare rythmique.
- Alan Lancaster : chant, basse.
- John Coghlan : batterie, percussions.

Musiciens additionnels
- Robert Young : harmonica sur Break The Rules.
- Tom Parker : piano sur Break The Rules.

## Charts et certifications

### Album
Charts
| Pays                          | Durée du classement | Meilleur classement | Date            |
| ----------------------------- | ------------------- | ------------------- | --------------- |
| Allemagne (GfK Entertainment) | 4 semaines          | 21e                 | 15 juillet 1974 |
| Autriche (Ö3 Austria Top 40)  | 8 semaines          | 10e                 | 15 juillet 1974 |
| Norvège (VG-lista)            | 9 semaines          | 6e                  | 3 juin 1974     |
| Royaume-Uni (UK Albums Chart) | 16 semaines         | 2e                  | 12 mai 1974     |

Certifications
| Pays        | Certification | Ventes    | Date         |
| ----------- | ------------- | --------- | ------------ |
| France      | Or            | 100 000 + | 1975         |
| Royaume-Uni | Or            | 100 000 + | 1er mai 1974 |

### Single
| Single          | Chart              | Durée du classement | Position | Date        |
| --------------- | ------------------ | ------------------- | -------- | ----------- |
| Break the Rules | (UK Singles Chart) | 8 semaines          | 8e       | 19 mai 1974 |